# إيفلين ليندنر
إيفلين ليندنر (بالألمانية: Evelin Gerda Lindner)‏ هي طبيبة وأستاذة جامعية وعالمة نفس نرويجية وألمانية، ولدت في 13 مايو 1954 في هاملن في ألمانيا.